# Crnoljevica
Crnoljevica (cyr. Црнољевица) – wieś w Serbii, w okręgu niszawskim, w gminie Svrljig. W 2011 roku liczyła 189 mieszkańców.